# 8776 Campestris
Campestris (asteróide 8776) é um asteróide da cintura principal, a 2,1250786 UA. Possui uma excentricidade de 0,2088569 e um período orbital de 1 607,96 dias (4,4 anos).
Campestris tem uma velocidade orbital média de 18,17325668 km/s e uma inclinação de 3,44521º.
Este asteróide foi descoberto em 16 de Outubro de 1977 por Cornelis van Houten, Ingrid van Houten-Groeneveld.